# Bardiya (huyện)
Bardiya (tiếng Nepal:बर्दिया) là một huyện thuộc khu Bheri, vùng Trung Tây Nepal, Nepal. Huyện này có diện tích 2025 km², dân số thời điểm năm 2001 là 382649 người.

## Dân số
Biến động dân số giai đoạn 1952-2001:
| Năm    | 1952  | 1961  | 1971   | 1981   | 1991   | 2001   |
| ------ | ----- | ----- | ------ | ------ | ------ | ------ |
| Dân số | 58389 | 67731 | 101793 | 199044 | 290313 | 382649 |